# Lanice
Lanice o Hel·lanice (en grec antic Λανίκη) fou la dida d'Alexandre el Gran. Era germana de Clit Meles. Quint Curti Ruf l'anomena Hel·lànica.
Tenia dos fills, un d'ells anomenat Protees molt aficionat a la beguda segons Ateneu de Nàucratis, que van acompanyar a Alexandre a Àsia i van morir en batalla abans de la mort de Clit, sembla que ambdós en l'assalt de Milet.